# خانيات أذربيجان

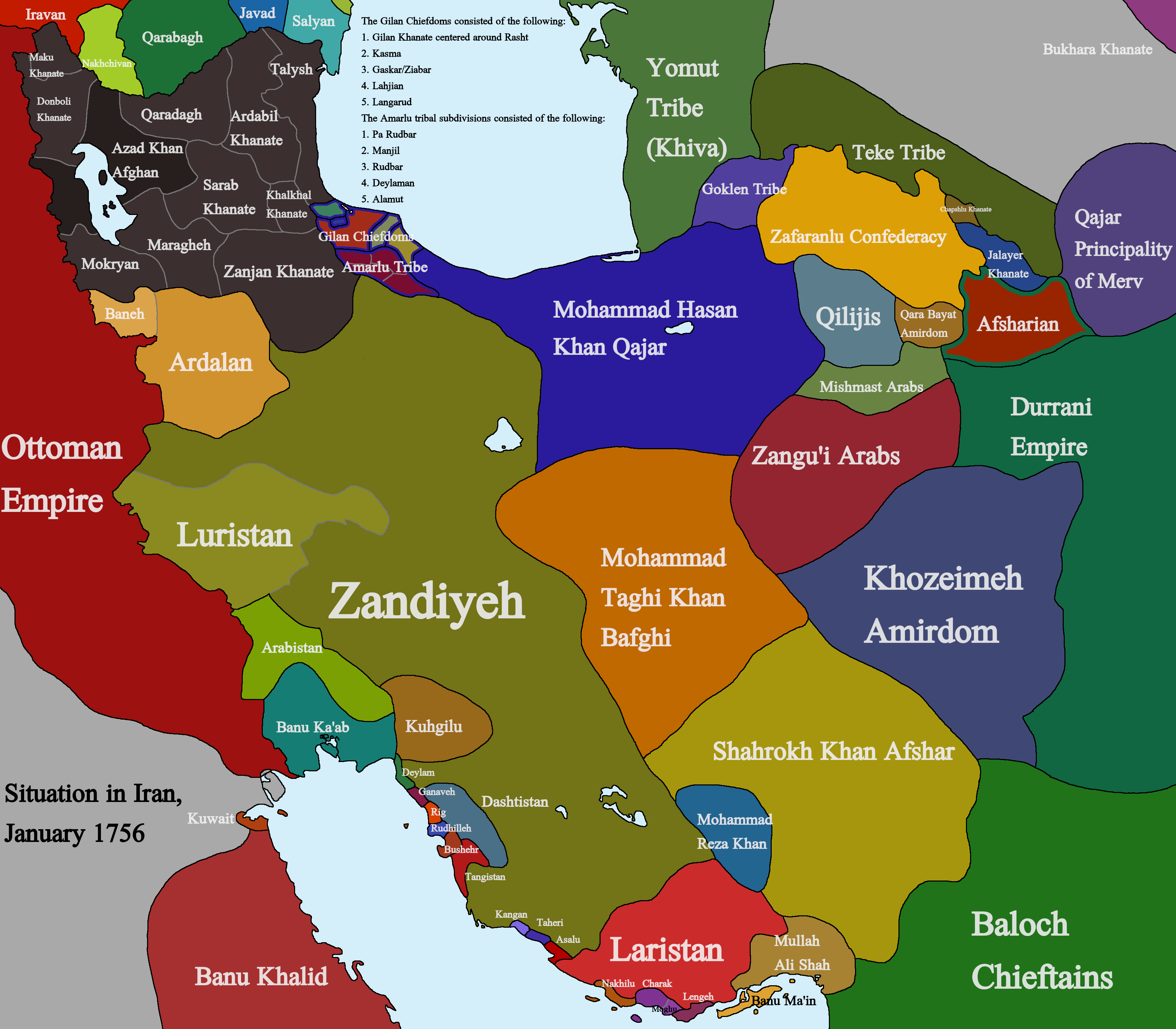
خانيات أذربيجان في شمال غرب إيران في عام 1756

خانيّات أذربيجان خانيات التي أُسست في منطقة أذربيجان التاريخية في إيران بعد وفاة الشاه نادر الأفشاري في عام 1747. تشمل اليوم مقاطعة أذرييجان الإيرانية، ودولة أذربيجان الحديثة. أُلغيَت الخانيات في القرن 20.

## قائمة خانيات أذربيجان
- خانية أردبيل
- خانية أرومية
- خانية تبريز
- خانية خلخال
- خانية سراب
- خانية قره داغ
- خانية زنجان
- خانية قزوين
- خانية ماكو
- خانية مراغة
- خانية مرند